# ضهر الأحمر
ضهر الأحمر هي إحدى القرى اللبنانية من قرى قضاء راشيا في جنوب محافظة البقاع، مركز المحافظة زحلة، ومركز القضاء راشيا. ترتفع عن سطح البحر حوالي 1075/1200م، تبعد عن بيروت حوالي 80كم، وعن زحلة حوالي 41 كم. تقع على الحدود السورية على بعد 6 كلم من راشيا. معظم سكانها من الموحدون الدروز، تبلغ مساحة أراضيها حوالي 1150 هكتارًا، ومن أهم ينابيعها: عين الطالع، عين بكوما، عين المواقد. يوجد بها خلوة السيدة ساره إحدى النساء الدروز المبجلات التي كان لها تاريخ عريق بارساء السلام، وهي ابنة أخ بهاء الدين السماقي أحد مؤلفي كتاب رسائل الحكمة والمعروف بالمقتنى بهاء الدين، والخلوة عبارة عن كنيسة قديمة تطوقها أشجار السنديان.
تعتبر بلدة ضهر الأحمر المركز التجاري والاقتصادي في منطقة راشيا، وفيها تجمع للمدارس التعليمية، مثل: مدرسة العرفان، والمدرسة اللبنانية الكندية، وعدد من المؤسسات، وتسمى «قلب وادي التيم النابض»، أو «مدينة التلاقي» وتشتهر البلدة بسوقها الشعبي الأسبوعي كل يوم أربعاء، تأسس العام 1937 على يد الشيخ سلمان بحمد، كما أنها تشتهر بصناعة الفخار والخزف من تربتها الحمراء، ويوجد بالبلدة عدد من الجمعيات الأهلية والنوادي مثل: جمعية الرؤيا للتنمية والتأهيل، نادي ضهر الاحمر الثقافي الاجتماعي، نادي ضهر الأحمر الرياضي الذي يلعب في الدوري اللبناني الدرجة الخامسة، قاعة سقراط، وتتميز ضهر الطالع بمستوي عمرانها الفخم حيث القصور والفيلات والأبنية الشاهقة والمجتمعات السكنية المصممة بشكل هندسي جيد.

## التسمية والآثار
الضهر في أسماء القري اللبنانية من اللغة اللبنانية ويعني الرابية والتلة وقمة المرتفع، والحمراء نسبة إلي تربتها.
أما عن الآثار الموجودة ببلدة ضهر الحمراء فقد وجدت بعض الأدوات الصوانية الأثرية التي يعود تاريخها للعصر الحجري الحديث. ومن الموجودات فؤوس كبيرة وكاشطات وشفرات مناجل.